# Tempête Daria
Pour les articles homonymes, voir Daria et Tempête (homonymie).
La tempête Daria est une dépression météorologique à cyclogénèse intense, ou « bombe » qui a frappé le nord-ouest de l'Europe les 25 et 26 janvier 1990. Il s'agit d'une des pires tempêtes qui aient frappé le continent, seulement trois ans après une autre similaire en 1987. Elle est connue sous différents noms selon les pays, car il n'y a pas de liste officielle de ce genre d'événement météorologique en Europe. En Grande-Bretagne, elle est connue comme la « Burn's Day Storm » parce qu'elle y est survenu le jour de l'anniversaire de naissance du poète écossais Robert Burns. Daria est responsable de la mort de 97 personnes selon le Met Office, mais d'autres sources évoquent de 89 à plus de 100 morts. Dans son rapport de 2005, l’OCDE donne le chiffre de 95.

## Évolution météorologique
La tempête s'est formée le long d'un front dans le nord de l'océan atlantique le 23 janvier. Dès le 24 janvier, la pression atmosphérique centrale était de 992 hPa. Daria a d'abord frappé la côte du nord de l'Irlande le 25 janvier, jour de la fête du poète Robert Burns, puis a atteint la région du Ayrshire en Écosse. La pression mesurée à Édimbourg vers 16h locale était de 949 hPa, soit similaire à celle d'un cyclone tropical, bien que Daria n'ait rien eu de tropical.
La tempête a ensuite traversé la mer du Nord pour rejoindre le Danemark et le Benelux. Les vents soutenus les plus forts ont été de 110 à 120 km/h, comparables à un ouragan de catégorie 1, avec des rafales à 170 km/h. En France, les rafales ont atteint 176 km/h à la Pointe du Raz
Elle fut la première d'une dizaine de tempêtes de l'hiver 1990 en Belgique.

## Impacts
Daria a causé plus de décès que la tempête de 1987. La plupart sont survenus lors de l'effondrement d'édifices ou de chutes de débris. Au moins vingt-et-un morts ont été recensés en France, aux Pays-Bas et en Belgique, et un certain nombre d'autres au Danemark. En Grande-Bretagne, ce sont quarante-sept personnes qui ont perdu la vie. Dans le Sussex, des écoliers ont pu être sauvés du fait de l'évacuation de leurs écoles quelques minutes avant leur effondrement. L'acteur britannique Gorden Kaye a subi des blessures à la tête quand un panneau publicitaire, soufflé par le vent, est tombé sur le pare-brise de sa voiture. 
Les dommages ont été lourds tout au long de sa trajectoire. Seulement en Grande-Bretagne et en Allemagne, environ trois millions d'arbres ont été abattus et plus d'un demi million d'abonnés ont subi une panne électrique. Les assureurs britanniques ont dû payer 3,37 milliards de £ (de 1990), la plus importante réclamation pour un événement météorologique à cette époque.